# Lega Nazionale Professionisti Serie B
La Lega Nazionale Professionisti Serie B (sigla LNPB), più comunemente nota come Lega Serie B, è un'associazione privata non riconosciuta della quale fanno parte le società affiliate alla Federazione Italiana Giuoco Calcio che partecipano alla Serie B del campionato italiano di calcio.
Fondata il 1º luglio 2010, la Lega ha sede a Milano e organizza, nel rispetto delle norme federali, la Serie B, il Campionato Primavera 2 e la Supercoppa Primavera 2, oltre a promuovere gli interessi delle società a essa affiliate.
La Lega Serie B è un membro di European Leagues, associazione che riunisce le leghe professionistiche in Europa.

## Storia
L'atto notarile di costituzione della Lega viene firmato il 7 luglio 2010, a ratifica della scissione della Lega Nazionale Professionisti in due distinti organi: la Lega Serie A che continuò a gestire, oltre al campionato di Serie A, la Coppa Italia, la Supercoppa italiana, il campionato Primavera, la Coppa Italia Primavera e la Supercoppa Primavera, e la Lega Serie B cui fu demandata unicamente l'organizzazione del campionato di Serie B, delle iniziative correlate e, dal 2017, del neonato campionato Primavera 2.
L'8 luglio 2015 ha cambiato denominazione in Lega Nazionale Professionisti B, comunemente abbreviata come Lega B, per poi riprendere la denominazione originaria negli anni seguenti.

## Presidenti
Di seguito l'elenco dei presidenti della Lega Nazionale Professionisti Serie B, dalla costituzione nel 2010 a oggi:
| Presidente   | Periodo   | Note                      |
| Andrea Abodi | 2010-2017 |                           |
| Mauro Balata | 2017      | Commissario straordinario |
| Mauro Balata | 2017-2024 |                           |
| Paolo Bedin  | 2024-     |                           |

## Organico della Lega
L'organico della Lega Serie B corrisponde alle squadre iscritte al campionato di Serie B, al quale dal 2019 prendono parte venti società.

## Organigramma
La composizione del Consiglio di Lega è di seguito riportata:
- Presidente: Paolo Bedin
- Vice Presidente: Luigi De Laurentiis (Bari)
- Consiglieri: Andrea Corradino (Spezia), Francesco Dini (Cremonese), Matteo Manfredi (Sampdoria), Filippo Piccoli (Mantova), Carmelo Salerno (Reggiana), Enrico Mambelli (indipendente) e Andrea Sartori (indipendente)

## Loghi

Logo usato dal 2010 al 2012
Logo usato dal 2012 al 2014
Logo in uso dal 2015